# Angrboda
Angrboda, o Angerboda (“La que trae pesar”), es una gigante de la mitología nórdica. Es mencionada en la Edda poética, en la Völuspá corta y en algunas ediciones, incluido en el Hyndluljóð, como la madre de Fenrir junto a Loki. Además ella es (junto a Loki) la madre de Jörmungandr, la serpiente (macho) de Midgard (hermano de Fenrir), y Hel, la regente del inframundo (hermana de Fenrir). Snorri Sturluson, en su Edda prosaica (en el Gylfaginning), llama a Angrboda una "gigante en Jötunheimr" y madre con Loki de Fenrir, Jörmungandr y Hel. Como se indica a continuación podría ser idéntica con Iárnvidia, "La de Járnvid", mencionada en la lista de esposas-trol en el nafnaþulur de Snorri Sturluson.

## Etimología
La etimología del nombre en nórdico antiguo es la siguiente:
1. angr (del proto-indoeuropeo *anghu, "constricción"; relacionada al latino "angosto", "estrecho"; al inglés anger, "enojo", "ira"; y al sueco ånger, "arrepentimiento"), que significa una sensación de "estrechez" o "estrangulamiento" del cuerpo y por extensión "dolor, pena, angustia, ansiedad". En islandés moderno angr es "pena"; y en noruego angr es un estrecho o fiordo.
2. boda (relacionada al inglés to bid, "pedir, rogar"; y al sueco bud, "petición"), que significa "mensajero", "heraldo" o "mensaje" (cf. en islandés moderno, boði, "mensajero").

El significado de Angrboda es, por lo tanto, "Mensajera del dolor" o "Anunciadora de penas".

## Literatura
El poema édico Völuspá habla de una gigante que reside en Járnvid a quien los comentaristas generalmente identifican con Angrboda (y Iárnvidia de la lista de esposas-trol):
Al este, la anciana estaba, en Járnvid,

y allí alumbró la camada de Fenrir;

de todos ellos surgirá uno,

destructor de la luna, en forma de trol.

Bebe la vida de hombre muertos.

Se tiñe el Asgard con roja sangre;

negro será el sol en el verano,

y el clima, espantoso.

¿Podrías saber aún más?

Edda poética, Völuspá, estrofas 40 y 41
En Gylfaginning, Snorri Sturluson da una explicación en prosa y una variante de estas estrofas. La traducción al español de la traducción de Brodeur es:
Una bruja habita en el este de Midgard, en un bosque llamado Járnvid: en ese bosque habitan mujeres trol que son conocidas como Iárnvidjur ("mujeres de Járnvid"). La anciana bruja tiene a muchos gigantes por hijos, y todos bajo la forma de lobos; y de este lugar salen estos lobos. El refrán dice así: "De esta raza vendrá uno que será el más poderoso de todos, el que es llamado el 'Perro que caza la luna' [Mánagarm]; se llenará con la carne de todos los hombres que mueran, y se tragará la luna y rociará con sangre los cielos y todas las guaridas; y por ello el sol perderá su brillo, y los vientos se inquietarán y rugirán en cada lado".

Edda prosaica, Gylfaginning, capítulo 13

En la estrofa 13 del poema éddico Baldrs draumar, Odín dice a la völva que ha traído de entre los muertos:
Tú no eres la völva, ni una sabia mujer,

sino que eres la madre de tres gigantes.

Edda poética, Baldrs draumar, estrofa 13

Aquí se podría hace referencia a Angerboda como la madre de los tres monstruos. La vidente declara que nunca volverá de entre los muertos por hechizos hasta que Loki se libere de sus ataduras.